# 柬埔寨黑暗时代
柬埔寨后吴哥时代或柬埔寨中世纪时代覆盖了柬埔寨从十五世纪到十九世纪的历史。柬埔寨经过六百多年的辉煌吴哥时代后，于十五和十六世纪继续保持强大的国势。直至第十七世纪受到外部侵略而逐渐衰落并丧失领土。柬埔寨在十六世纪期间曾享有过短时期的繁荣，这是因为那些建都于洞里萨湖以东南地区的湄公河沿线的国王们，曾促进了与亚洲其他地区的贸易。在这一时期，西班牙和葡萄牙的冒险者和传教士们也首次造访了这个国家。但是暹罗人在1594年对新都洛韦的征服，并大举破坏后，柬埔寨国势开始被减弱。公元十七世纪柬埔寨不断抵御外部侵略，直至第十八世纪末期国家的命运开始走向衰退。柬埔寨被两个周边邻国——暹罗和大越——夹于中间，并成为的权力斗争中的一个马前卒。
越南在湄公河三角洲的拓居行为导致了它在十七世纪末吞并了这个地区。柬埔寨因而失去了它的一些最富饶的领土并且被切断了与海洋的连接。由于越南下定决心要吞并高棉人的土地并迫使那些居民们接受越南文化，因此，如此的外来侵蚀持续了十九世纪的整个前半叶。

## 柬埔寨从强盛国家走向平庸，1432-1863

### 后吴哥时期

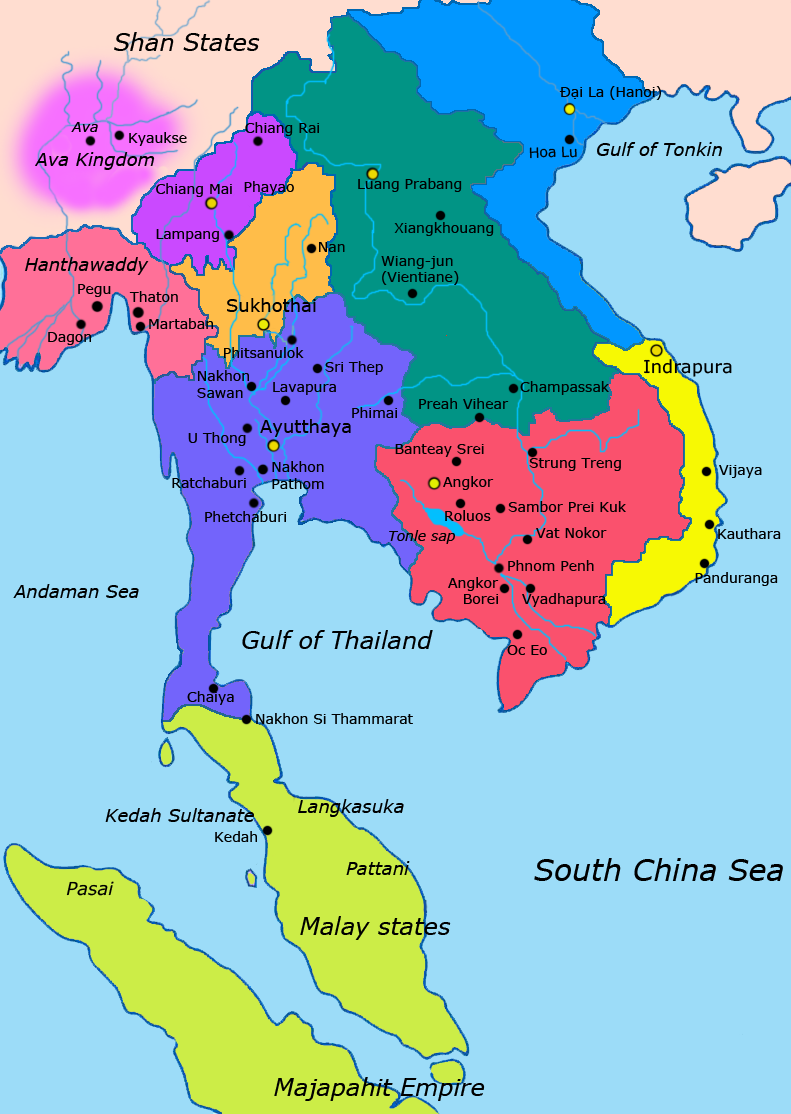
1400年左右的东南亚地图。
Ava Kingdom 阿瓦王国：
Ava 阿瓦
Kyaukse 皎施
Hanthawaddy 罕礁瓦底：
Dagon 大光（仰光）
Martaban 马达班
Pegu 勃固
Thaton 直通
Shan States 掸族各邦
阿瑜陀耶王国：
Ayutthaya 阿瑜陀耶
Chaiya 猜亚
Lavapura 罗婆补罗（华富里）
Nakhon Pathom 那坤巴统
Nakhon Sawan 那空沙旺
Nakhon Si Thammarat 那空是贪玛叻
Phetchaburi 碧武里
Phimai 披迈县
Phitsanulok 彭世洛
Ratchaburi 叻武里
Sri Thep 斯里贴
U Thong 乌通县
大越：
Đại La (Hanoi) 大罗（河内）
Hoa Lu 华闾
高棉帝国：
Angkor 吴哥
Angkor Borei 吴哥波雷
Banteay Srei 班迭斯雷
Oc Eo 澳盖
Phnom Penh 金边
Roluos 罗洛
Sambor Prei Kuk 桑博布雷古
Strung Treng 上丁市
Vat Nokor 诺戈寺
Vyadhapura 毗耶陀补罗
Tonle sap 洞里萨湖
兰纳王国：
Chiang Mai 清迈
Chiang Rai 清莱
Lampang 南邦
Phayao 帕夭
马来半岛与苏门答腊岛：
Majapahit Empire 满者伯夷帝国
Pasai 帕赛
Malay States 马来各邦
Kedah Sultanate 吉打苏丹国
Kedah 吉打
Langkasuka 狼牙脩
Pattani 北大年
澜沧王国：
Luang Prabang 琅勃拉邦
Champassak 占巴塞
Preah Vihear 柏威夏
Wiang-jun (Vientiane) 万象
Xiangkhouang 川圹
素可泰王国：
Sukhothai 素可泰 (城市)
Nan 难 (城市)
占婆：
Indrapura 因陀罗补罗
Kauthara 古笪罗（芽庄）
Panduranga 宾童龙
Vijaya 毗阇耶
海域：
Andaman Sea 安达曼海
Gulf of Thailand 泰国湾
Gulf of Tonkin 东京湾
South China Sea 南中国海

柬埔寨在1863年以前的国旗。

从公元十五世纪由吴哥移都至柬埔寨中部，到1867年法国建立受保护国，这段超过了四个世纪的时间，被历史学家们视为柬埔寨的“后吴哥时代”。在这段时期，柬埔寨经历国家强盛的第十五和十六世纪，变成平庸国家的第十七世纪，直到国家逐渐脆弱的第十八世纪。来到第十八世纪末期，王国的内政事务渐渐被其邻人——即泰人（暹罗）和越南人——所控制，国家的经济、社会及文化都变得不再景气。到了19世纪中期，柬埔寨已成为了暹罗和越南间的权力斗争中的一个几乎无助的马前卒，并且若不是法国的介入，给了柬埔寨一个被殖民统治的“生机”，它便有可能被暹、越两国中的一个完全吞并。对种族灭绝和文化灭绝的恐惧已经存留为了现代柬埔寨人所考虑的一个重要的主题。
这一国内衰败加上外来侵蚀的过程是逐渐形成的，而不是陡然形成的，并且在十五世纪，当高棉人仍然强大时，这一过程几乎并不明显。随着吴哥城的陷落，柬埔寨王廷将洞里萨湖以北的这一地区丢弃给了暹罗。除了在十六世纪晚期的一段小插曲之外，他们从未返回过。不过，这一事件之后，高棉人对于建造纪念物的强烈嗜好也终止了。他们以前确立的那些信仰——比如大乘佛教和印度教教徒对神王的狂热崇拜——也被上座部佛教所取代。柬埔寨人和暹罗人一样，都成为了同一宗教与文化体系的一部分。不过，这样的相似性并没有阻止这两个王国间时断时续的战事。在十六世纪，柬埔寨军队也曾趁着暹罗人与缅甸人的纷争，数次入侵了暹罗王国，并夺回过去被暹罗人侵略的领土。
公元十五世纪中期，随着吴哥古都受到战争破坏，国家经济与公共设施遭受破损，柬埔寨国王博涅亚于吴哥古迹东南数百公里处建立了一座新都，这就是现在的金边，并重新发展国家与经济。从此吴哥时期结束，后吴哥时代和金边时期开始。这一新的权力中心位于湄公河与洞里萨河的汇流点。如此，它控制了高棉人心脏地区以及老挝各王国的河流贸易，并且通过湄公河三角洲的道路，它还能进入连接中国海岸、南中国海，以及印度洋的国际贸易路线。一个新型的国家和社会出现了。它对外面的世界更开放，并且比起以前那个内陆型国家，它作为一个财富之源而在贸易上更加独立。与明朝中国（1368-1644）的海上贸易的壮大，为控制了皇家贸易独占权的柬埔寨的精英成员们提供了赚钱的机遇。在十六世纪，欧洲人在这个地区的出现也促进了贸易。

### 首次与西方接触

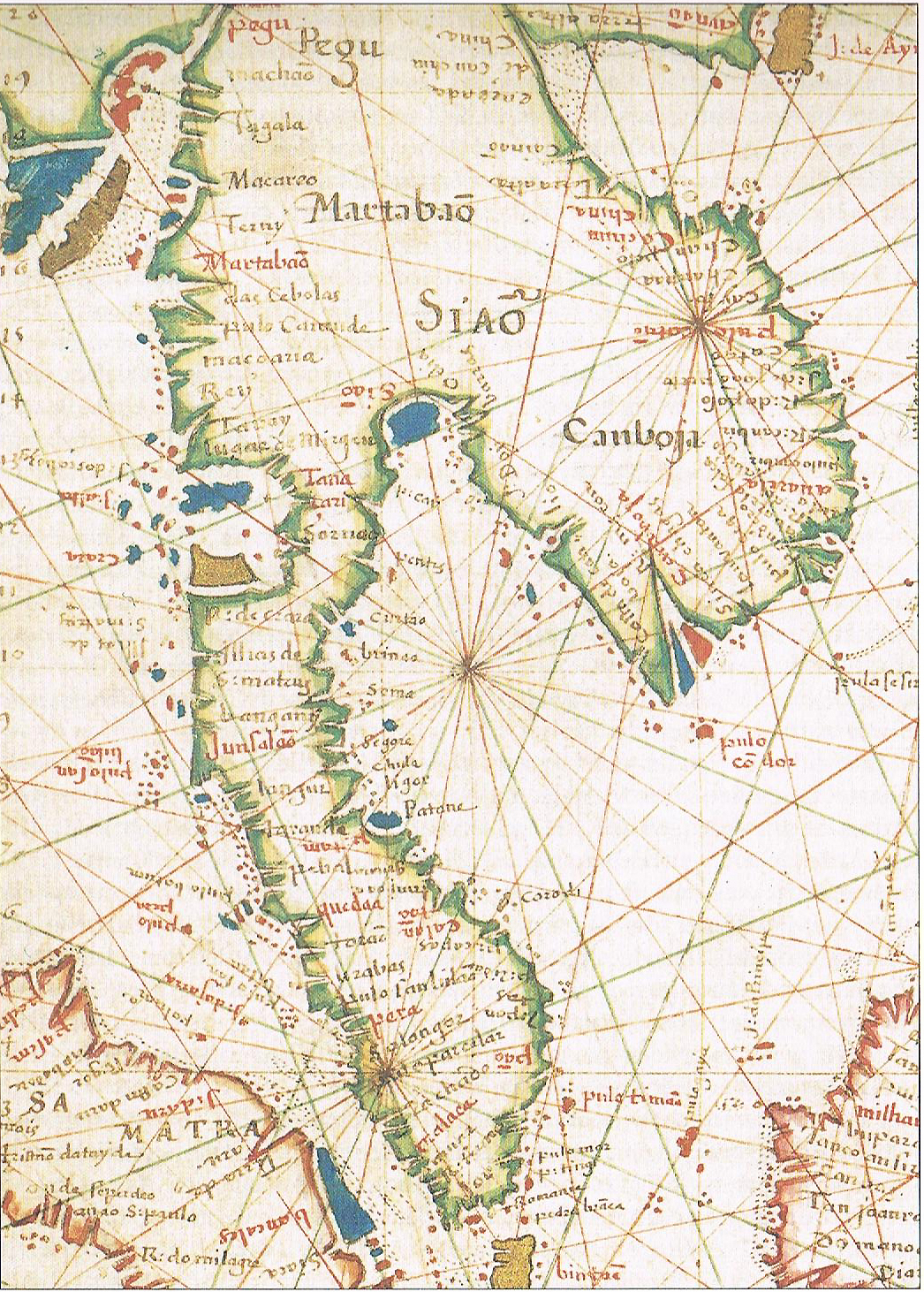
一幅17世纪的葡萄牙地图对柬埔寨的描写。

欧洲人的文件首次提到柬埔寨是在1511年。而首次提到柬埔寨的，是葡萄牙人。后吴哥时期的为数不多的伟大高棉君主之一——安赞国王（1516-1566）——将首都从金边迁到了洛韦。从此金边时期结束，洛韦时期开始。这座城市位于金边以北的洞里萨河的两岸。造访了这座城市的葡萄牙和西班牙旅行者们，将它描述为了一个有着惊人财富的地方。在那里贸易的产品包括珍贵的石头、金属、丝绸与棉布、焚烧用的香、象牙、漆、家畜（包括大象），以及犀牛角（被中国人珍视为稀有的、有效力的药材）。到了十六世纪晚期和十七世纪早期，洛韦拥有着繁荣的外国人贸易社群。这些外国人包括中国人、印度尼西亚人、马来人、日本人、阿拉伯人、西班牙人，以及葡萄牙人。在十七世纪晚期，英格兰人和荷兰人也加入了他们。
就是在这一时期（1555-1556），葡萄牙修士加斯帕尔·达·克鲁兹进行了将基督教传入这个国家的第一次尝试。根据他自己的记述，由于国王和统治阶层的坚固的婆罗门（Bramene）信念，他的尝试成为了一场彻底的失败。不过，他对他的传教使命做的这份简短的报告，对于这个国家的这一时期的宗教的实行，倒是提供了一份有意思的洞悉。
由于几乎所有这些上述国籍的代表人物都是海贼、冒险者，或贸易者，因此这是一个狂风暴雨的世界性时代。在暹罗人的强大压力下，为了还债，萨塔一世国王（1576-1594）曾让一支由西班牙人和葡萄牙人佣兵组成的私人护卫队围绕着他，而在1593年，他还曾向菲律宾的西班牙总督求援。对于西班牙人来说，在柬埔寨建立一个西属的受保护国，以及让其君主皈依基督教，是一个美好的前景。西班牙总督被这一前景所吸引，便派出了一支120人的军队。但是当他们在次年抵达时，洛韦已经落入了暹罗人的手中。西班牙人趁着这一极度混乱的情形，在1597年将萨塔的一名儿子拥上了王位。不过，让这个国家成为西班牙的一个附属国的希望还是破灭了：两年后，这些西班牙人遭到了一支同样好战的马来佣兵分遣队的大屠杀。
不过，暹罗人已经对柬埔寨的独立施加了致命一击，那就是在1594年夺取了洛韦。从此洛韦时期结束，斯雷桑托时期开始。暹罗人为这座城市安排了一名暹罗人军事主管，由此外国人对这个王国的一定程度的政治控制首次被确立了。柬埔寨的编年史将洛韦的陷落描述为了一场让这个国家从此再也没完全恢复过来的大灾难。暹罗人在接下来的300年时间里，几乎一直支配着柬埔寨，而吴哥窟则是在1907年才最终落入了法国人的手中，而此时暹罗人已经拥有了它450年以上了。

## 被暹罗和越南支配

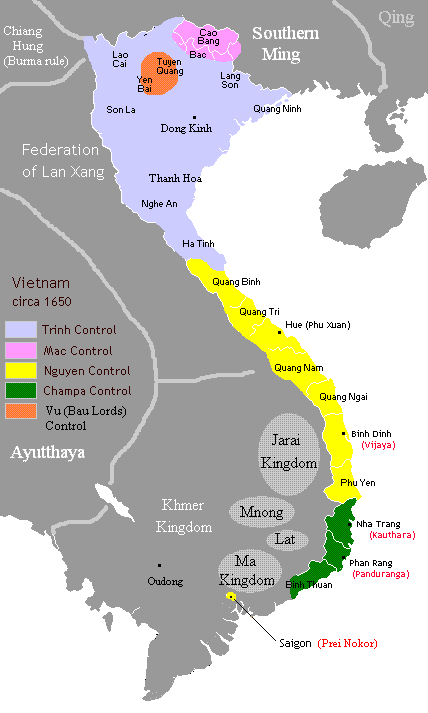
1650年前后的柬埔寨。
Ayutthaya 阿瑜陀耶
Bac 北𣴓
Binh Dinh (Vijaya) 平定（毗阇耶）
Binh Thuan 平顺
Cao Bang 高平
Champa Control 占婆控制
Chiang Hung (Burma rule) 景洪（缅甸统治）
Dong Kinh 东京
Federation of Lan Xang 澜沧联邦
Ha Tinh 河静
Hue (Phu Xuan) 顺化（富春 (顺化市)）
Jarai Kingdom 嘉莱王国
Khmer Kingdom 高棉王国
Lang Son 谅山
Lao Cai 老街
Lat 叻人
Ma Kingdom 麻王国
Mac Control 莫氏控制
Mnong 墨侬人
Nghe An 乂安
Nguyen Control 阮氏控制
Nha Trang (Kauthara) 芽庄（古笪罗）
Oudong 乌栋
Phan Rang (Panduranga) 藩朗（宾童龙）
Phu Yen 富安
Qing 大清
Quang Binh 广平
Quang Nam 广南
Quang Ngai 广义
Quang Ninh 广宁
Quang Tri 广治
Saigon (Prei Nokor) 西贡（布雷诺戈）
Son La 山萝
Southern Ming 南明
Thanh Hoa 清化
Trinh Control 郑氏控制
Tuyen Quang 宣光
Vietnam circa 1650 1650年左右越南
Vu (Bau Lords) Control 武氏（裒主）控制
Yen Bai 安沛

暹罗人不仅在一个半世纪前就征服了吴哥，并且他们对洛韦的攻占还标志了柬埔寨命运中的一场衰落的开始。造成如此的衰落的一个可能的理由是：暹罗征服者们将数千高棉农民、熟练工匠、学者，及佛教僧人们强行带回了他们的首都阿瑜陀耶，造成了柬埔寨的劳工外流。这一行为在东南亚历史中是很常见的，它使得柬埔寨的复兴的能力受到了损害。而一座新的高棉都城在洛韦以南的乌栋建立了。从此斯雷桑托时期结束，乌栋时期开始。但是柬埔寨的君主们只有通过成为暹罗人和越南人的附庸才能幸存。
与东南亚的其他民族不同，越南人是来自中华文化圈的。他们已经彻底地吞并了位于越南中部的、曾经一度极为强大的海上王国占婆。数千占族人逃到了高棉人的领地。到了十七世纪早期，越南人已来到了高棉人所占据的湄公河三角洲。在1620年，高棉国王吉·哲塔二世（1618-1628）娶了阮福源的女儿阮氏玉萬。阮福源是阮主（1558-1778）之一，而在黎朝（1428-1788）的大多数时期，阮主都统治着越南南部。娶了阮氏玉萬三年后，哲塔二世允许了越南人在布雷诺戈建立海关。这个地方在现在的胡志明市（在1975年前叫西贡）附近。到了十七世纪末，这个地区已在越南的行政控制之下了，并且柬埔寨已被切断了与海洋的连接。只有得到了越南人的许可，柬埔寨才可以与外面的世界贸易。
在1642年，一位名叫博涅赞的柬埔寨王子在推翻并暗杀了前任国王之后，自己成为了国王。在他夺权的过程中，柬埔寨的马来族穆斯林商人们帮助了他。他随后从佛教教徒转为了伊斯兰教教徒，并改名为了易卜拉欣，还娶了一名马来族女子。之后他开始了一场赶走荷兰东印度公司的战争。他先是在都城对那里的荷兰人进行了一场大屠杀。他强征了他们的两艘船，杀死了公司的35名荷兰人雇员，还杀死了公司的特使。之后，在湄公河一带，从1643年到1644年，柬埔寨人在一场以水战为主的战争中击败了荷兰东印度公司。柬埔寨军队遭受了1000人的死亡，而荷兰军队的432名士兵遭受了156人的死亡，并且多艘荷兰战船落入了柬埔寨人的手中。那位与自己的手下们一同遭到杀害的荷兰东印度公司的使节叫皮埃尔·德·罗热莫尔特（Pierre de Rogemortes）。而从荷兰人遭受的这次失败起，直到两个世纪后，欧洲人在柬埔寨的影响力才恢复过来。而易卜拉欣的兄弟们仍然是信仰佛教的。他们请求越南帮忙，通过将易卜拉欣赶下王座以在柬埔寨恢复佛教。在这之后，这位穆斯林柬埔寨国王被越南阮主撵走并被拘留。在1643年的大屠杀之后，荷兰人还维持着一些交易站。而到了17世纪70年代，荷兰人已离开了他们在柬埔寨的所有的交易站。
在十七和十八世纪，柬埔寨的邻国们有时会全神贯注于国内或国外的冲突。这样的时机会给予这个被围困的国家一段喘息的时间。越南人陷入了一段长久的内战，这场冲突直到1672年才结束（详见郑阮纷争）。但是内战刚一结束，统治南方的阮主便迅速地吞并了柬埔寨在湄公河三角洲一带的一片相当大的领土。在接下来的一百年里，有一些断言声称，三角洲地区的越南拓殖者遭受了虐待。虽然这些断言并无充分的证据，然而越南人还是以此为借口，继续他们的扩张。他们还通过王室之间的通婚，来获得领土的让予。到了十八世纪末，越南人将他们控制的领土所扩展到了的地区，甚至包括了在20世纪80年代后期的柬越战争期间，被越南社会主义共和国（越南）所控制的地区。
在十八世纪，柬埔寨本来应该可能会将暹罗当作一名反越南侵略的盟友，并向暹罗献殷勤。然而暹罗并未得到柬埔寨的殷勤，反而却陷入了与缅甸的一场新的冲突之中。在1767年，暹罗首都阿瑜陀耶被围攻并被摧毁。不过，暹罗人快速地恢复了过来，并且很快就重新声称了他们对柬埔寨的统治权。年轻的高棉国王安英（1779-1796），本来是一名暹罗王宫中的流亡者，此时却被暹罗部队在乌栋安置为了君主。同一时间，暹罗还悄悄地吞并了柬埔寨最北边的三个省。此外，西北的马德望省和暹粒省的地方统治者们，也成为了暹罗国王的臣属，并且这些地区也被归入了暹罗的影响范围内。
在十九世纪，暹罗和越南为了争夺对柬埔寨的控制权而再度爆发了斗争，这导致了越南的官员通过一位傀儡柬埔寨国王来进行工作。他们统治了这个国家的中部，并企图迫使柬埔寨人接受越南的习俗。柬埔寨便进入了如此的一段时期。一些反对越南统治的造反活动接踵而来。这些当中最重要的一场发生在1840年到1841年之间，并蔓延到了这个国家的许多地方。在两年的斗争之后，柬埔寨和它的两个邻国达成了一致，那便是：将这个国家放在暹罗和越南的联合宗主权之下。不过，柬埔寨在过去受泰人侵略支配的时间更长。出于对这个的害怕，在一次单独的企图之下，柬埔寨曾提议归属于越南的摄政保护之下。后来，在两国的命令之下，新君安东（1848-1859）登上了王位并给柬埔寨带来了十年的和平和相对的独立。

## 法属受保护国，1863-1953

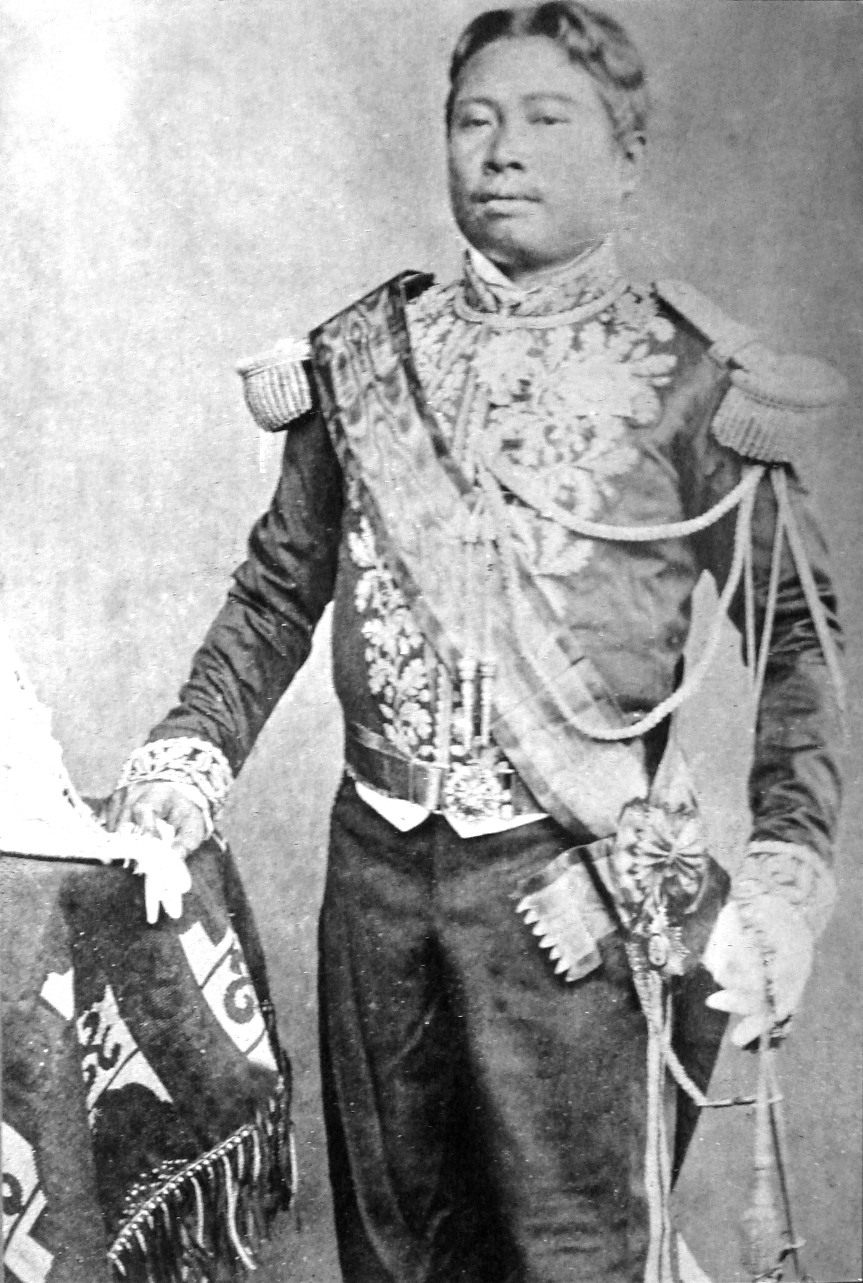
柬埔寨的诺罗敦国王。

法国在十九世纪对中南半岛所产生的兴趣，是源于它和英国的竞争。在当时，英国已经拒绝了将法国接纳入印度，并且也已将法国关在了东南亚大陆的其他地区的门户之外。法国人也渴望在这样一个有可能获得如此多的未利用资源的地区确立贸易，并革除越南政府对皈依天主教者的迫害。救济这些皈依者，是法国海外政策的一个指定目标。阮朝越南屡次拒绝建立外交关系，再加上明命（1820-1841）、绍治（1841-1847）、嗣德（1848-1883）三帝的激烈的反基督徒的政策，迫使了法国人实行炮舰外交，进而导致了在1862年，法国对西贡和南圻的三个东部省份确立了统治权。

柬埔寨殖民地旗帜。

在巴黎政府看来，柬埔寨是一片大有可为的闭塞之地。一名教会使者劝说安东国王寻求法国的保护，以对付泰人和越南人。在其劝说下，安东邀请了一支法国外交使团来造访他的王廷。不过，当这些法国人终于在1856年抵达了乌栋之时，泰人却迫使安东拒绝了与他们会面。从1859年到1861年，博物学家亨利·穆奥造访了柬埔寨王廷以及吴哥的废墟，并溯湄公河而上，旅行到了老挝人的琅勃拉邦王国。他的旅行曾被大量宣传。柬埔寨这个王国据宣称有着巨大的财富，而湄公河因为可以通往中国西南各省，则有着门户的价值。这些都激起了法国人的兴趣。
在1863年，面对国内的反叛，安东的继任者诺罗敦（1859-1904）被迫接受了来自法国的保护提议。从此后吴哥时代和乌栋时期结束，受保护国时期开始。在1867年8月，法国人和诺罗敦缔结了条约。这一协议为柬埔寨的君主提供了法国的保护（其形式为派出一名叫作résident的法国官员——résident法语意为“驻扎长官”），作为交换，法国人被给予了探索和利用这个王国的矿产和森林资源的权利。诺罗敦在1868年的加冕典礼成为了一件尴尬事件。在典礼中，法国代表和泰人代表都来主持了仪式。尽管泰人试图阻挠法国影响力的扩展，但是他们自己对这位君主的影响力却不断地减小。在1869年，法国人和泰人又缔结了一份条约，给了后者马德望省和暹粒省的控制权，来换得他们宣布放弃对柬埔寨其他所有地区宣称的宗主权。西北各省的失去令诺罗敦深感心烦意乱，但是他也不得不感谢法国人派出了军事援助来镇压一场由一名王位觊觎者引起的反叛。因而他对法国人也是欠有一情的。
在1884年6月，法国的交趾支那总督来到诺罗敦的都城金边，并要求他认可一份同巴黎政府的条约。这份条约要求承诺进行深远的改革，比如废除奴隶制，制定私人土地所有权，以及在各个省城确立法国驻扎长官。这位国王留心到法国的炮舰正下锚系在河里，便不情愿地签订了这一协议。不过，地方的精英们反对协议的条款，尤其是针对奴隶制的那一条，并且在第二年之中，他们在全国各地挑起了造反。尽管这些造反被镇压了，并且条约也被认可了，但是柬埔寨人所做出的消极的抵抗毕竟还是延缓了这些改革的完成。直到诺罗敦死后，这些改革才具体体现出来。